# Timo Pérez
Timoniel "Timo" Pérez (Baní, Peravia; 8 de abril de 1975) es un jardinero derecho dominicano de Grandes Ligas que juega en la organización de los Tigres de Detroit.

## Carrera

### Japón

#### Hiroshima Toyo Carp
Pérez comenzó su carrera profesional jugando para los Hiroshima Toyo Carp de la Liga Central de Japón desde 1996 a 1999. Su mejor temporada en Japón fue en 1998, cuando bateó para .296 en 98 juegos.

### Grandes Ligas

#### New York Mets
Los Mets de Nueva York firmaron a Pérez como agente libre en el 2000. Lo llamaron a filas el 1 de septiembre, haciendo su  debut en Grandes Ligas contra los Cardenales de San Luis. Conectó un sencillo al jardín central como bateador emergente contra el lanzador relevista de los Cardenales Dave Veres y luego fue puesto out al tratar de robar la segunda base. Bateó para un total combinado de 40-12 en la Serie Divisional de la Liga Nacional y en la Serie de Campeonato de la Liga Nacional del 2000.
En el Juego 1 de la Serie Mundial del 2000 contra los Yankees de Nueva York, Pérez estuvo involucrado en una jugada infame. Con Pérez en la primera base, Todd Zeile conectó un elevado largo que Pérez creía que era un jonrón, reduciendo la velocidad corriendo en las bases. Sin embargo, la pelota pegó en la pared del outfield y se quedó dentro del parque. El error de Pérez le costó ser puesto out en el home plate tratando de anotar. En total, jugó 5 partidos en la Serie Mundial para los Mets, y conectó dos hits en 17 turnos al bate.
Después de otro breve período con el equipo Triple-A Norfolk Tides en el año 2001, se convirtió en un jugador regular de los Mets. A partir de 2000-2003 con los Mets, Pérez jugó en 372 partidos y bateó para .276 con 18 jonrones y 114 carreras impulsadas.

#### Chicago White Sox
Pérez fue cambiado a los Medias Blancas de Chicago de la Liga Americana durante el entrenamiento de primavera de 2004, a cambio de Matt Ginter. Fue el cuarto jardinero de su equipo en la Serie Mundial de 2005, en tener un solo turno al bate en la serie. En dos temporadas con los Medias Blancas de Chicago, bateó .235 en 179 juegos.

#### St. Louis Cardinals
El 10 de febrero de 2006, los Rojos de Cincinnati firmaron a Pérez con un contrato de ligas menores, pero fue cambiado a los Cardenales de San Luis el 21 de abril. Pérez comenzó su tiempo con los Cardenales en las ligas menores y fue promovido al equipo de Grandes Ligas el 2 de junio de 2006. En su primer turno al bate con los Cardenales, fue golpeado en la cabeza con un lanzamiento. Más luego Dividiría su tiempo entre los Cardenales y los Memphis Redbirds antes de ser designado para asignación el 23 de agosto. Jugó en 23 partidos con los Cardenales y bateó para .194.

#### Detroit Tigers
El 5 de enero de 2007, Pérez firmó un contrato de ligas menores con los Tigres de Detroit, y fue llamado a filas el 19 de julio de 2007 para sustituir al lesionado Marcus Thames. Pérez comenzó la temporada con el equipo de Triple-A Toledo Mud Hens, donde su buen desempeño le valió un puesto en el equipo All Star 2007 de la International League. Pérez fue seleccionado MVP del Juego de las Estrellas en Triple-A después de irse de 4-3 con dos impulsadas y una anotada.  En el momento que fue llamado a filas por los Tigres, estaba liderando la International League en hits, carreras y dobles, y fue segundo en promedio de bateo. Pérez fue enviado de vuelta a Toledo Mud Hens el 23 de julio de 2007. Más tarde, el 28 de agosto de 2007 fue llamado a filas nuevamente cuando el bateador designado Gary Sheffield fue colocado en la lista de lesionados de 15 días.
Pérez fue designado para asignación el 30 de noviembre de 2007. Aceptó una asignación a las ligas menores el 7 de diciembre de 2007. Los Tigres lo volvieron a firmar el 11 de diciembre de 2007, y lo colocaron en el roster de 40 jugadores. Jugó con Toledo Mud Hens para todo el 2008 y se convirtió en agente libre al final de la temporada, pero volvió a firmar con los Tigres en enero de 2009.

#### 2009
Fue liberado por los Tigres en abril de 2009 y firmó con los Rojos del Águila de Veracruz de la Liga Mexicana. Jugó en 77 juegos con ellos y bateó .323. El 13 de agosto de 2009, Pérez firmó con el equipo independiente New Jersey Jackals de la Can-Am League. Jugó en 21 partidos con los New Jersey Jackals y bateó .338.

#### Los Angeles Dodgers
El 28 de enero de 2010, Pérez firmó un contrato de ligas menores con los Dodgers de Los Ángeles con una invitación a los entrenamientos de primavera. Fue asignado al equipo AAA Albuquerque Isotopes.
Fue liberado de su contrato con los Dodgers el 7 de julio de 2010.

#### Philadelphia Phillies
Pérez firmó un contrato de ligas menores con los Filis de Filadelfia el 22 de julio de 2010 y se le asignó a su filial de AA en Reading, Pensilvania.

#### De vuelta a Detroit
Pérez regresó a Detroit en otro contrato de ligas menores en 2011 y está jugando con su filial de AAA, Toledo Mud Hens.